# 縄田一男
縄田 一男（なわた かずお、1958年1月4日 - ）は、日本の文芸評論家、アンソロジストとして、時代小説傑作選を多数刊行している。雑誌幻影城ファンクラブ「怪の会」元会員。中山義秀文学賞元選考委員、大衆文学研究会会員（のち会長）、日本近代文学会会員、チャンバリストクラブ元代表。

## 来歴・人物
東京都出身。専修大学大学院文学研究科博士課程修了。 時代小説・歴史小説に造詣が深く、『時代小説の読みどころ』で中村星湖文学賞、『捕物帳の系譜』で大衆文学研究賞を受賞。
他の著書に『武蔵』『図説 時代小説のヒーローたち』『大江戸ぶらり切絵図散歩 時代小説を歩く』などがあり、文庫判で多くのアンソロジー（編著）を出版している。「若さま侍捕物手帖」、「半七捕物帳」、「右門捕物帖」、「銭形平次捕物控」、「人形佐七捕物帳」を“五大捕物帳”と呼んだ。

## 単著
- 『捕物帳の系譜』 新潮社 1995年、中公文庫　2004年
- 『武蔵』 講談社 2002年

改題『「宮本武蔵」とは何か』 角川ソフィア文庫、2009年　
- 『時代小説の読みどころ　傑作・力作徹底案内』 日本経済新聞出版社 1991年

光文社文庫 1995年、増補版：角川文庫 2002年
- 『歴史・時代小説100選』 PHP研究所 1996年
- 『大江戸ぶらり切絵図散歩　時代小説を歩く』 PHP研究所 1995年
- 『日経時代小説時評』 日本経済新聞出版社 2011年
- 『時代小説の戦後史　柴田錬三郎から隆慶一郎まで』 新潮選書 2021年

### 共著
- 『ぼくらが惚れた時代小説』、山本一力／児玉清と鼎談、朝日新書・朝日新聞出版 2007年
- 『図説 時代小説のヒーローたち　ふくろうの本』、永田哲朗と、河出書房新社 2000年
- 『池宮彰一郎が語る忠臣蔵のすべて』、池宮彰一郎と、PHP研究所 1994年